# (115) Thyra
(115) Thyra es un asteroide que forma parte del cinturón de asteroides y fue descubierto por James Craig Watson el 6 de agosto de 1871 desde el observatorio Detroit de Ann Arbor, Estados Unidos.
Está nombrado por Thyra Danebod, una antigua reina danesa.

## Características orbitales
Thyra está situado a una distancia media de 2,38 ua del Sol, pudiendo alejarse hasta 2,837 ua. Tiene una inclinación orbital de 11,6° y una excentricidad de 0,1919. Emplea en completar una órbita alrededor del Sol 1341 días.